# BMW serii 6 Gran Coupe
BMW serii 6 Gran Coupe - samochód osobowy typu sedan klasy wyższej produkowany przez niemiecki koncern BMW w latach 2011 - 2019.

## Historia modelu

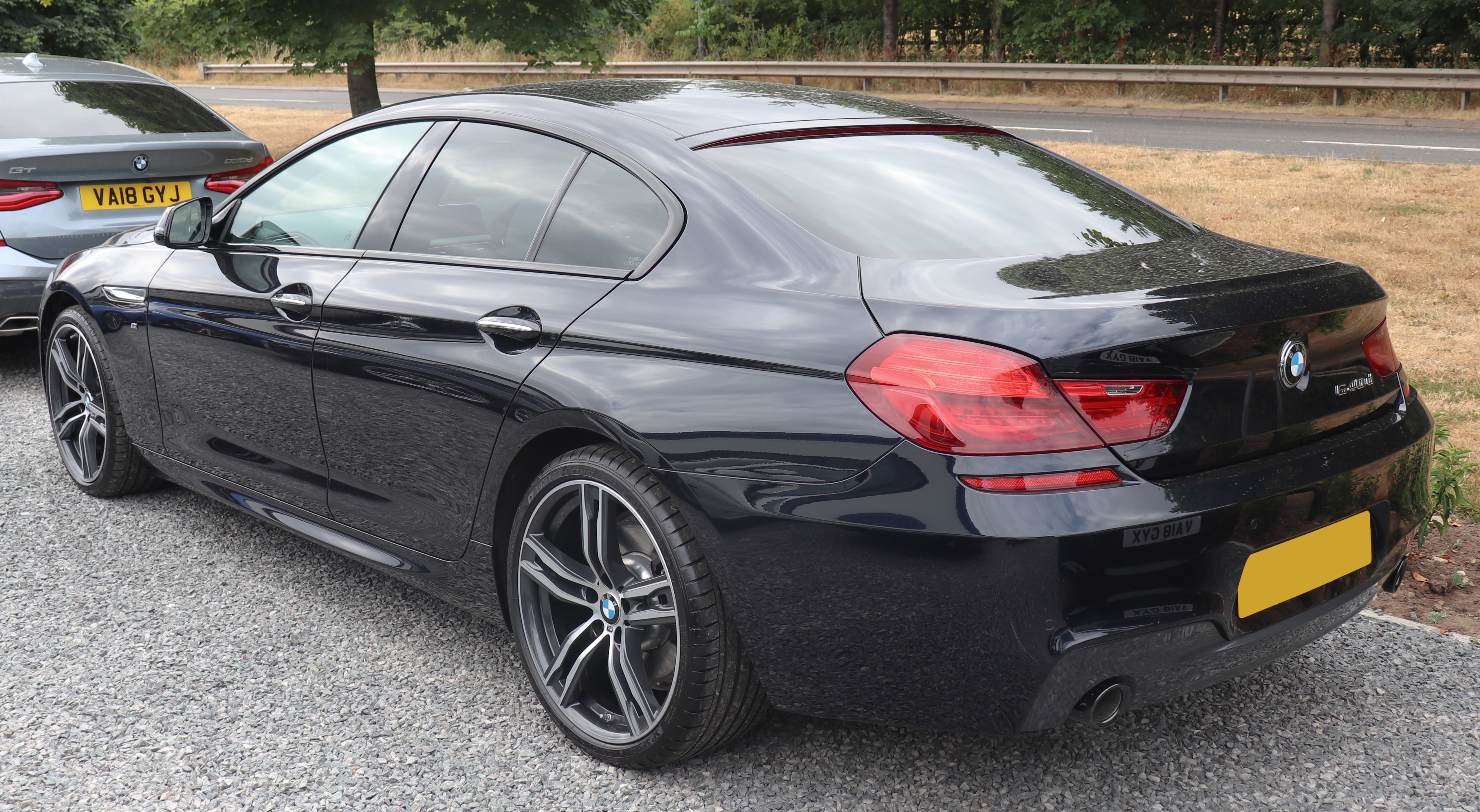
BMW serii 6 Gran Coupe - tył

Seria 6 Gran Coupe zadebiutowała na rynku w 2011 roku, rok po premierze klasycznej wersji. Jest to pierwszy taki samochód w historii marki, będący połączeniem limuzyny klasy wyższej z cechami sportowego coupe, będąc poniekąd odpowiedzią marki na Mercedesa CLS. Samochód na tle wersji coupe jest o wiele dłuższy - w tej materii przekracza pułap 5 metrów. Samochód oferowano z tymi samymi silnikami, co wariant bazowy, włącznie ze sportową odmianą M6.